# Barrage de Sambangalou
Le barrage de Sambangalou (en anglais : Sambangalou Hydroelectric Power Station) est une centrale hydroélectrique en construction au Sénégal, dans la région de Kédougou, près de la frontière avec la Guinée. Avec une capacité installée prévue de 128 mégawatts (MW), cette infrastructure constitue un projet multinationale stratégique pour l'Organisation pour la mise en valeur du fleuve Gambie (OMVG). Le projet, d'un coût estimé à 388 millions d'euros, vise à alimenter en électricité les quatre pays membres de l'OMVG : le Sénégal, la Guinée, la Guinée-Bissau et la Gambie.

## Histoire et développement

### Création de l'OMVG
L'Organisation pour la Mise en Valeur du Fleuve Gambie (OMVG) a été créée par les Républiques du Sénégal et de la Gambie le 30 juin 1978 à Kaolack en République du Sénégal. Cette organisation s'est par la suite élargie pour inclure la Guinée et la Guinée-Bissau, formant ainsi un cadre institutionnel pour le développement des ressources du bassin du fleuve Gambie.

### Genèse du projet
Le projet de barrage de Sambangalou s'inscrit dans la stratégie de l'OMVG pour valoriser le potentiel hydroélectrique du fleuve Gambie. Le projet Sambangalou, qui doit être situé à 930 km en amont de l'embouchure du fleuve Gambie, comportera un barrage-poids de 91 m de haut, qui retiendra un réservoir de 3,8 km³ s'étendant sur le territoire du Sénégal et de la Guinée.

### Attribution du contrat et lancement des travaux
Le contrat de 388 millions d'euros fait suite à une phase initiale d'études et de travaux préparatoires, qui a eu lieu sur une période de 18 mois, a annoncé le groupe de construction français le 10 décembre. Le consortium dirigé par Vinci Construction Grands Projets avec Vinci Construction Terrassement a été sélectionné pour réaliser ce projet d'envergure.
Les travaux ont officiellement débuté en 2023, après plusieurs reports dus à des problèmes de financement et des études géologiques complémentaires.

## Caractéristiques techniques

### Infrastructure du barrage
Le barrage de Sambangalou sera un barrage-poids de 91 m de haut qui retiendra un réservoir de 3,8 km³. Selon la description du projet, "ce projet implique la construction d'un barrage-poids d'une capacité de 128 mégawatts, ainsi qu'un réservoir de 185 kilomètres carrés".
La capacité du réservoir hydroélectrique est prévue pour 4 000 millions de mètres cubes. La chute brute du projet sera de 73,7 m.

### Centrale électrique
Le barrage situé en territoire sénégalais dans la région de Kédougou, d'une puissance de 128 MW capable de produire annuellement 402 GWh. La centrale électrique associée est conçue pour générer une production annuelle de 400 GWh.

### Réservoir transfrontalier
La retenue de 181 km² sera à cheval entre le Sénégal et la Guinée. Cette caractéristique transfrontalière du réservoir nécessite une coordination étroite entre les deux pays pour la gestion des ressources en eau et l'impact environnemental.

## Financement et coût

### Budget du projet
La durée de réalisation prévue est de 42 mois pour un coût estimé de 400 000 euros HT. Cependant, d'autres sources indiquent un coût total de 388 millions d'euros.

### Sources de financement
Le projet, qui devrait entrer dans sa phase opérationnelle en 2025, est financé par les États membres de l'OMVG, ainsi que par des prêts d'une myriade d'institutions de financement du développement.

## Objectifs et bénéficiaires

### Vocation multipropre
Cette centrale électrique est une composante d'un projet à usages multiples visant à (a) fournir de l'électricité aux quatre pays de l'Organisation pour le développement du fleuve Gambie (OMVG), à savoir le Sénégal, la Guinée-Bissau, la Guinée et la Gambie, (b) fournir de l'eau d'irrigation aux communautés agricoles.

### Intégration énergétique régionale
L'électricité produite à Sambangalou sera injectée dans les réseaux des pays membres de l'OMVG, notamment le Sénégal, la Guinée, la Guinée-Bissau et la Gambie. Ces pays d'Afrique de l'Ouest sont interconnectés par le biais du Pool énergétique de l'Afrique de l'Ouest (WAPP).

## Avancement des travaux

### Reprise des travaux en 2024
Un élément clé du projet est le barrage hydroélectrique de Sambangalou au Sénégal. Avec une capacité prévue de 128 MW, le barrage devrait générer 402 GWh par an. La construction reprend, avec une mise en service graduelle prévue pour commencer en 2028.
Après que des problèmes géologiques locaux et des déficits de paiement sont intervenus pour arrêter les travaux, les gouvernements et les contractants ont convenu de reprendre les travaux sur un projet majeur pour l'OMVG, le barrage hydroélectrique de 128 MW de Sambangalou.

### Calendrier de mise en service
Initialement prévu pour une mise en service en 2025, le projet a connu des retards significatifs. La mise en service graduelle est maintenant prévue pour commencer en 2028.

## Enjeux environnementaux et sociaux

### Impact sur le parc national de Niokolo-Koba
Le devoir de diligence s'applique également au parc national de Niokolo-Koba dans le sud-est du Sénégal. Cette proximité avec une aire protégée classée au patrimoine mondial de l'UNESCO nécessite des mesures particulières de préservation environnementale.

### Bénéfices sociaux attendus
La construction de ce barrage de 91 m de haut et d'une capacité de 128 MW permettra la production d'une énergie renouvelable, le développement de l'irrigation des terres agricoles ainsi que l'approvisionnement en eau potable des localités environnantes.

## Signification stratégique

### Intégration énergétique ouest-africaine
Le projet Sambangalou s'inscrit dans la dynamique d'intégration énergétique de l'Afrique de l'Ouest. La construction du barrage de Sambangalou, avec une capacité installée de 128 MW et un réservoir de 3,8 km³, qui est une initiative transfrontalière de l'Organisation du bassin du fleuve Gambie (OMVG). Le projet implique quatre pays, à savoir la Gambie, la Guinée, la Guinée-Bissau et le Sénégal.

### Développement économique régional
Au-delà de la production électrique, le barrage de Sambangalou représente un catalyseur pour le développement économique des régions rurales du bassin du fleuve Gambie, notamment par l'amélioration de l'irrigation agricole et l'accès à l'eau potable.

## Défis et perspectives

### Défis techniques et financiers
Le projet a fait face à plusieurs défis, notamment des problèmes géologiques locaux et des difficultés de financement qui ont entraîné des retards dans la mise en œuvre.

### Perspectives d'avenir
Avec la reprise des travaux et le soutien renouvelé des institutions de financement du développement, le projet Sambangalou devrait contribuer significativement à l'intégration énergétique de l'Afrique de l'Ouest et au développement socio-économique de la région.